# Mário Bonito
Mário Ferreira Bonito (Porto, 18 de Março de 1921 - Lisboa, 4 de Junho de 1976) foi um arquitecto português.

## Biografia
Mário Ferreira Bonito nasceu no dia 18 de Março de 1921, filho de Porfírio Augusto Rebelo Bonito e de Adelina Alice Carneiro Ferreira Bonito, concluiu o curso de Arquitectura na Escola de Belas Artes do Porto em 1947, da qual fez mais tarde parte do corpo docente. Precursor na introdução de ideias Modernistas, tanto através de textos apresentados na Organização dos Arquitectos Modernos, como na realização de obras como o Edifício Ouro ou o Bairro da Cooperativa "O Lar Familiar", no Porto.